# Craig Breen
Craig Breen (Waterford, 2 februari 1990 – Lobor, 13 april 2023) was een Iers rallyrijder, uitkomend in het wereldkampioenschap rally voor het fabrieksteam van Hyundai met de Hyundai i20 Coupé WRC. Breen overleed op 33-jarige leeftijd toen hij tijdens een testdag in aanloop naar de Rally van Kroatië crashte.

## Carrière

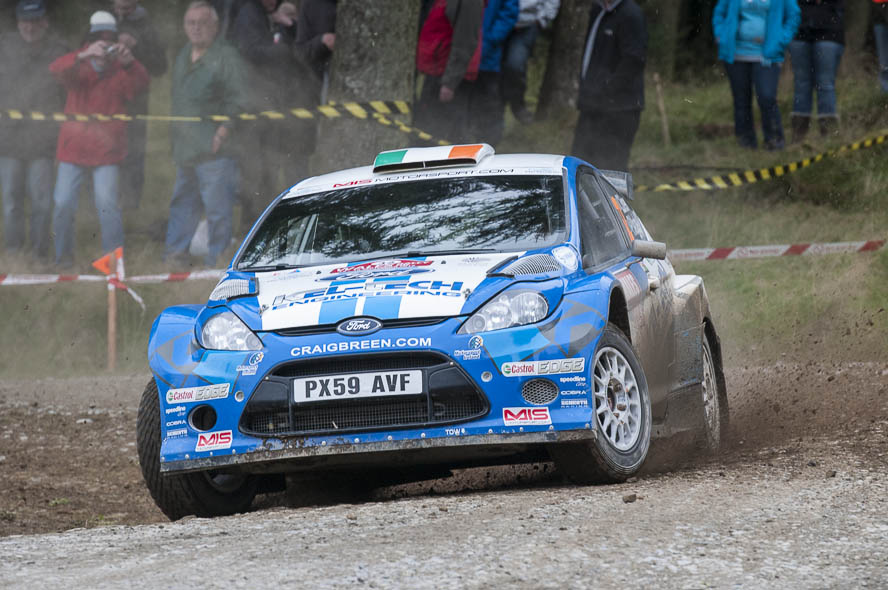
Breen actief met de Ford Fiesta S2000 tijdens de Rally van Groot-Brittannië in 2012

Craig Breen is de zoon van Ray Breen, een voormalig Iers rallykampioen. Craig begon zijn competitieve carrière in karten en zou uiteindelijk in 2007 debuteren in de rallysport. Met een Ford Fiesta won hij in 2009 verschillende titels in lagere categorieën in Ierland en Groot-Brittannië. Dat jaar maakte hij eveneens zijn opwachting in het wereldkampioenschap rally. Met een Ford Fiesta S2000 won hij in 2010 zijn eerste rally in het Brits rallykampioenschap. Ook maakte hij enkele optredens in het WK, waar een twaalfde plaats in Groot-Brittannië zijn beste resultaat was. In 2011 nam Breen deel aan de WRC Academy in het WK. In Duitsland won hij voor het eerst in deze klasse en later dat seizoen, in Groot-Brittannië, kwam er eveneens een overwinning, waarmee hij tevens naar de titel greep in dit kampioenschap.
Voor het seizoen 2012 nam Breen met de Fiesta S2000 deel aan het Super 2000 World Rally Championship. Daarnaast reed hij ook een geselecteerd programma in de Intercontinental Rally Challenge met een Peugeot 207 S2000. Tijdens ronde vijf van het IRC-kampioenschap, in Targa Florio, crasht Breen, waarbij zijn vaste navigator Gareth Roberts kwam te overlijden. Breen keerde later dat jaar terug in het SWRC met Paul Nagle (voorheen naast Kris Meeke) nu als nieuwe navigator. Breen won eerder dat jaar in Monte Carlo al in zijn klasse, en zou dit ook opeenvolgend doen in Groot-Brittannië, Frankrijk en Catalonië (waar hij tevens binnen de top tien als zesde algemeen eindigde), waarmee hij directe concurrent Per-Gunnar Andersson versloeg in de strijd om de titel in het kampioenschap.

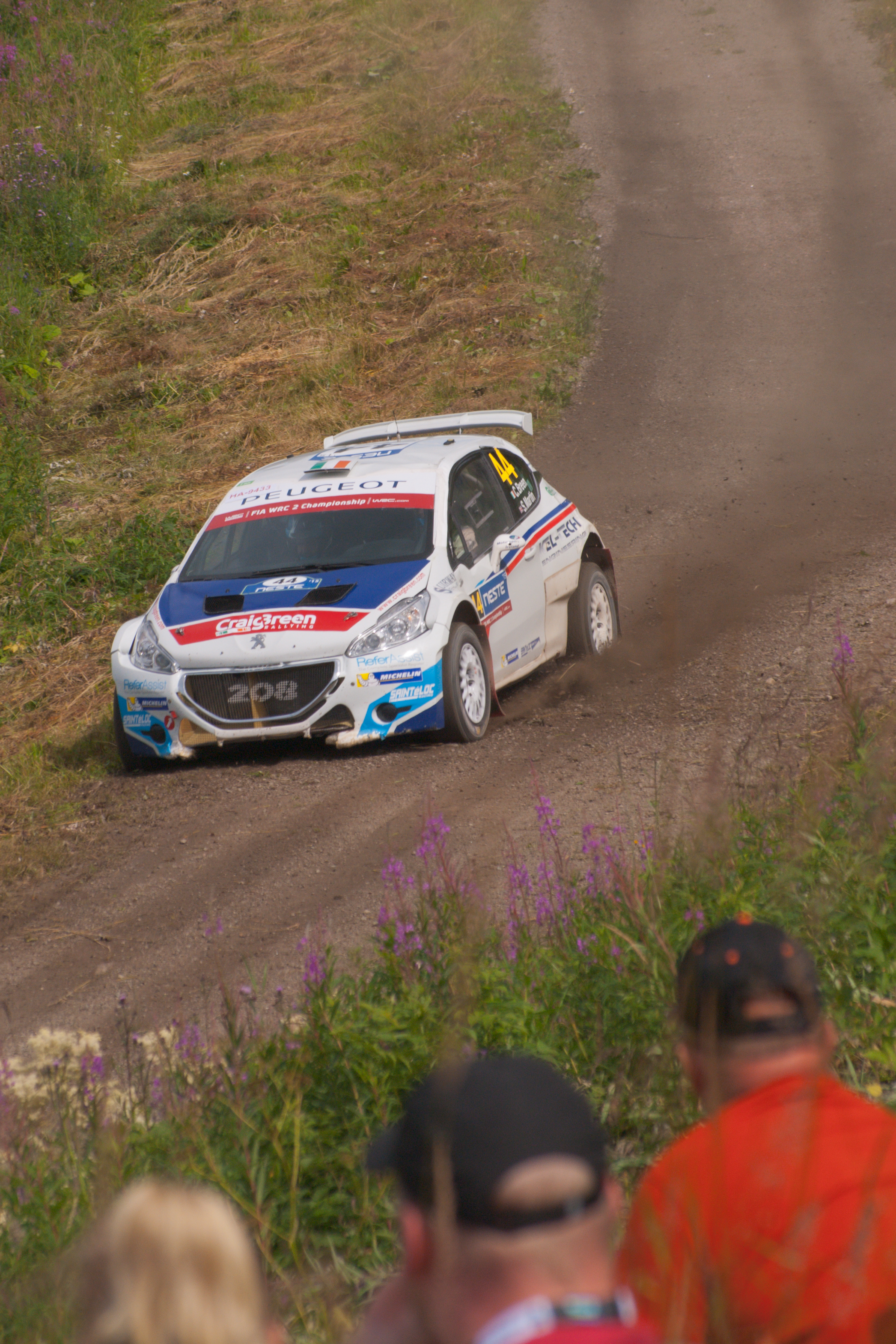
Breen in Finland in 2015

Breen reed in 2013 een programma in het vernieuwde Europees kampioenschap als officiële rijder van Peugeot, actief met de 207 S2000. Met meerdere podium resultaten eindigde hij uiteindelijk derde in de titelstrijd. In deze hoedanigheid reed hij in 2014 wederom een seizoen in het EK en maakte daarin met teamgenoot Kevin Abbring het competitieve debuut met de Peugeot 208 T16. Het debuut in de Acropolis Rally werd door Breen bekroond met een overwinning, maar het verdere verloop van het seizoen werd geplaagd door technische problemen, waardoor een mogelijke titel uit het zicht bleef. Opnieuw een Europees programma met Peugeot in 2015 bracht meer constante resultaten met onder meer drie overwinningen, maar Breen greep opnieuw langs de titel met uiteindelijk een tweede plaats in het kampioenschap. Een gelijktijdig programma in het WRC-2 bleek minder succesvol.

#### 2016-2018: Citroën
Breen werd voor het WK-seizoen in 2016 onderdeel van het fabrieksteam van Citroën, die dat jaar in een geselecteerd programma niet als constructeur deelnamen. Breen reed een zestal WK-rally's met de Citroën DS3 WRC, met als hoogtepunt zijn derde plaats in Finland. Breen werd na de zomer bevestigd als een van de rijders voor Citroën in 2017, waarin het onder het mom van nieuwe technische reglementen volledig terugkeert in het kampioenschap met de Citroën C3 WRC.

### Overlijden
Breen overleed op 33-jarige leeftijd toen hij tijdens een testdag in aanloop naar de Rally van Kroatië crashte.
De weg was glad en de auto gleed met een relatief lage snelheid van de weg af en kwam in aanraking met een houten hek. Een paal van dit hek drong via het raam aan de bestuurderskant de cockpit binnen. De testsessie werd onmiddellijk stopgezet. Het medisch team was snel ter plaatse. Craig is onmiddellijk naar het ziekenhuis gebracht. Voor zover kan worden vastgesteld, was Craig op slag dood. Zijn navigator James Fulton bleef bij het ongeluk ongedeerd.

## Complete resultaten in het wereldkampioenschap rally
| Seizoen | Inschrijving                | Auto                  | 1      | 2      | 3      | 4       | 5       | 6     | 7      | 8       | 9      | 10      | 11     | 12      | 13      | 14  | Pos. | Punten |
| ------- | --------------------------- | --------------------- | ------ | ------ | ------ | ------- | ------- | ----- | ------ | ------- | ------ | ------- | ------ | ------- | ------- | --- | ---- | ------ |
| 2009    | Craig Breen                 | Ford Fiesta ST        | IER    | NOO    | CYP    | POR 25  | ARG     | ITA   | GRI    | POL     | FIN 26 | AUS     |        |         |         |     | –    | 0      |
| 2009    | Craig Breen                 | Ford Fiesta R2        |        |        |        |         |         |       |        |         |        |         | SPA 36 | GBR 39  |         |     | –    | 0      |
| 2010    | Castrol Ford Team Türkiye   | Ford Fiesta ST        | ZWE    | MEX    | JOR    | TUR 22  | NZL     | POR   | BUL    |         |        |         |        |         |         |     | –    | 0      |
| 2010    | Craig Breen                 | Ford Fiesta S2000     |        |        |        |         |         |       |        | FIN 19  | DUI    | JPN     | FRA    | SPA     |         |     | –    | 0      |
| 2010    | Barwa Rally Team            | Ford Fiesta S2000     |        |        |        |         |         |       |        |         |        |         |        |         | GBR 12  |     | –    | 0      |
| 2011    | Craig Breen                 | Ford Fiesta S2000     | ZWE 15 | MEX    |        |         |         |       |        |         |        |         |        |         |         |     | –    | 0      |
| 2011    | Craig Breen                 | Ford Fiesta R2        |        |        | POR NC | JOR     | ITA NC  | ARG   | GRI    | FIN NC  | DUI NC | AUS     | FRA NC |         | GBR NC  |     | –    | 0      |
| 2011    | PS Engineering              | Ford Fiesta S2000     |        |        |        |         |         |       |        |         |        |         |        | SPA 15  |         |     | –    | 0      |
| 2012    | Craig Breen                 | Ford Fiesta S2000     | MON 14 | ZWE 16 | MEX    | POR DNF | ARG     | GRI   | NZL    | FIN DNF | DUI    | GBR 13  | FRA 17 | ITA     | SPA 6   |     | 17   | 8      |
| 2014    | Craig Breen Rallying        | Ford Fiesta RS WRC    | MON    | ZWE 9  | MEX    | POR     | ARG     | ITA   | POL    |         |        |         |        |         |         |     | 25   | 2      |
| 2014    | Craig Breen                 | Ford Fiesta RS WRC    |        |        |        |         |         |       |        | FIN DNF | DUI    | AUS     | FRA    | SPA     | GBR     |     | 25   | 2      |
| 2015    | Saintéloc Junior Team       | Peugeot 208 T16       | MON 13 | ZWE    | MEX    | ARG     | POR DNF | ITA   | POL    | FIN DNF | DUI 18 | AUS     | FRA 17 | SPA DNF | GBR 13  |     | –    | 0      |
| 2016    | Abu Dhabi World Rally Team  | Citroën DS3 WRC       | MON    | ZWE 8  | MEX    | ARG     | POR     | ITA   | POL 7  | FIN 3   | DUI    | CHN C   | FRA 5  | SPA 10  | GBR DNF | AUS | 10   | 36     |
| 2017    | Citroën Total Abu Dhabi WRT | Citroën DS3 WRC       | MON 5  |        |        |         |         |       |        |         |        |         |        |         |         |     | 10   | 64     |
| 2017    | Citroën Total Abu Dhabi WRT | Citroën C3 WRC        |        | ZWE 5  | MEX    | FRA 5   | ARG DNF | POR 5 | ITA 25 | POL 11  | FIN 5  | DUI 5   | SPA    | GBR 15  | AUS DNF |     | 10   | 64     |
| 2018    | Citroën Total Abu Dhabi WRT | Citroën C3 WRC        | MON 9  | ZWE 2  | MEX    | FRA     | ARG DNF | POR 7 | ITA 6  | FIN 8   | DUI 7  | TUR DNF | GBR 4  | SPA 9   | AUS 7   |     | 11   | 67     |
| 2019*   | Hyundai Shell Mobis WRT     | Hyundai i20 Coupé WRC | MON    | ZWE    | MEX    | FRA     | ARG     | CHL   | POR    | ITA     | FIN 7  | DUI     | TUR    | GBR 8   | SPA     | AUS | 14   | 10     |

* Seizoen loopt nog.

## Internationale overwinningen

#### Europees kampioenschap rally
| Seizoen | Rally                   | Navigator    | Auto            |
| ------- | ----------------------- | ------------ | --------------- |
| 2014    | 60th Acropolis Rally    | Scott Martin | Peugeot 208 T16 |
| 2015    | Rally Liepāja           | Scott Martin | Peugeot 208 T16 |
| 2015    | 73rd Circuit of Ireland | Scott Martin | Peugeot 208 T16 |
| 2015    | 50º SATA Rallye Açores  | Scott Martin | Peugeot 208 T16 |
| 2016    | 74th Circuit of Ireland | Scott Martin | Citroën DS3 R5  |